# Québec Love
Albums de Robert Charlebois
Robert Charlebois avec Louise Forestier
(1968) Un gars ben ordinaire
(1971)
Québec Love est le cinquième album de Robert Charlebois, sorti en 1969.

## Titres
| 1.    | Te v'là                                                           | Marcel Sabourin    | Robert Charlebois            | 2:09 |
| 2.    | Les ailes d'un ange                                               | Robert Charlebois  | Robert Charlebois            | 4:04 |
| 3.    | Le Canada                                                         | Mouffe             | Robert Charlebois            | 2:54 |
| 4.    | Tout écartillé                                                    | Marcel Sabourin    | Robert Charlebois            | 4:40 |
| 5.    | Sensation                                                         | Arthur Rimbaud     | Robert Charlebois, Luc Morin | 5:33 |
| 6.    | Québec Love                                                       | Daniel Gadouas     | Robert Charlebois            | 2:49 |
| 7.    | Ôôô Margo                                                         | Marcel Sabourin    | Robert Charlebois            | 4:33 |
| 8.    | Broches de bécik (avec Mouffe)                                    | Marcel Sabourin    | Robert Charlebois            | 4:27 |
| 9.    | Sûrement Hong Kong                                                | Marcel Sabourin    | Robert Charlebois            | 2:16 |
| 10.   | La Fin du monde (avec Mouffe, Louise Forestier et Yvon Deschamps) | Jean l'Evangéliste | Robert Charlebois            | 4:15 |
| 37:45 |                                                                   |                    |                              |      |

## Crédits
- Arrangements: Robert Charlebois
- Direction d'orchestre: Pierre Nadeau
- Prise de son: Paul-Émile Mongeau
- Photographies:
- recto: Klaus Lucka
- verso: Armour Landry
- Production: Daniel Lazare